# Сахновские
Сахновские (пол. Sachnowski, укр. Сахновські) — дворянский род из Гетманщины.
Потомство Василия Софоньевича (Сафонтьевича) Сахненко, Менского городового атамана в 1672-77 гг. Черниговского полка менской сотник Игнат Васильев сын, за службу и верность в 1709 году от Петра I пожалован двумя сельцами и на оные грамотой.

## Описание герба
В щите, имеющем красное поле изображен серебряный платок, связанный наподобие кольца.
Щит увенчан дворянскими шлемом и короной. Нашлемник: дева в красной одежде, имеющая на голове серебряный платок, а руками держащая два оленьи рога, по сторонам её находящееся. Намёт на щите красный, подложенный серебром. Герб рода Сахновских внесён в Часть 7 Общего гербовника дворянских родов Всероссийской империи, стр. 156.